# 麻生大橋
麻生大橋（あそうおおはし）は、福島県河沼郡柳津町大字飯谷の只見川に架かる柳津町道持寄麻生線の橋長201.7 m（メートル）の鋼単径間連続吊橋。

## 概要
麻生大橋は景観を考慮して吊橋が採用された。
上部工は中央径間が鋼吊橋、両側径間がPCT桁となっており、中央径間は吊橋の死荷重を積極的に利用し剛性を高めようとした重橋床式吊橋を採用した。重橋床式吊橋では一般に耐風索を要しないこと、塗装面積を削減できるという利点を有する一方、一般に死荷重としてはコンクリート床版によるものが大きいが、耐風安定性のために床版として必要な厚さ以上を要求されることがある。維持費低減のため、耐候性鋼材・亜鉛メッキ・ステンレス鋼を使用し維持費低減を図った。
渡河地点は柳津ダム調整池にあたり水深が深いことからケーソン工法により下部工を施工した。また、橋台はアンカーブロックを兼ねている。
- 形式 - PC単純ポストテンションT桁橋 + 鋼単径間重橋床式吊橋 + PC単純ポストテンションT桁橋
- 活荷重 - 2等橋 (TL-14) + 雪荷重100 kgf/m2
- 道路規格 - 第3種第5級
- 設計速度 - 30 km/h
- 橋長 - 201.700 m
  - 支間割 - 29.100 m + 126.000 m + 43.900 m)
- 幅員
  - 総幅員 - 7.600 m
  - 有効幅員 - 6.000 m
  - 車道 - 6.000 m
  - 歩道 - なし
- 床版 - 鉄筋コンクリート
- 総鋼重 - 372.079 t
- 橋台 - 鉄筋コンクリート箱式（オープンケーソン基礎）
- 橋脚 - 鉄筋コンクリート張出式（ニューマチックケーソン基礎）
- 設計 - 大日本コンサルタント
- 施工 - 川田工業（吊橋部）
- 架設工法 - ケーブルエレクション直吊り工法

## 歴史
当地は江戸時代から沼田街道と麻生村を結ぶ麻生の渡しが運行されており、川幅の狭かった昔は現在の麻生大橋付近を渡っていた。
1953年（昭和28年）の柳津ダムの完成に伴って渡船の位置を上流約300 mに移動させ、渡しは町道に認定された。渡しは200 m程のワイヤーロープと和船により運行されており、麻生・持寄の住民が輪番で船頭を務め休むことなく毎日運航されていた。
1982年度（昭和57年度）に市町村道整備事業として福島県会津若松建設事務所により架橋事業に着手し、総事業費12億7千万円を要して1988年（昭和63年）11月2日に麻生大橋が完成し、麻生の渡しも幕を閉じた。只見川最後の渡しであった。